# سي. فاريس براينت
سي. فاريس براينت هو ضابط ومحامي وسياسي أمريكي، ولد في 26 يوليو 1914 في مقاطعة ماريون في الولايات المتحدة، وتوفي في 1 مارس 2002 في جاكسونفيل في الولايات المتحدة. نشط حزبياً في الحزب الديمقراطي. وقد انتخب حاكم ولاية فلوريدا ‏ (3 يناير 1961 – 5 يناير 1965) وانتخب عضو مجلس نواب فلوريدا ‏.